# Pitcairnia feliciana
Pitcairnia feliciana är en ananasväxt som först beskrevs av Auguste Jean Baptiste Chevalier, och fick sitt nu gällande namn av Hermann August Theodor Harms och Gottfried Wilhelm Johannes Mildbraed.
Artens utbredningsområde är Guinea. Den är den enda ananasväxt som förekommer naturligt utanför Amerika. Flyttfåglar kan ha transporterat frön över Atlanten för 10 miljoner år sedan.